# Тщеславие
Тщесла́вие (от тщетный (напрасный) + слава) — стремление хорошо выглядеть в глазах окружающих, потребность в подтверждении своего превосходства, иногда сопровождающееся желанием слышать от других людей лесть.
Смежными понятиями являются гордыня, спесь, звёздная болезнь, кичливость.

## Определения
Толковый словарь живого великорусского языка Владимира Ивановича Даля определяет тщеславие как свойство человека, выражающееся в жадном поиске мирской славы, стремлении к почёту, похвалам, в потребности признания окружающими его мнимых достоинств и склонности делать добрые дела ради похвалы.
Толковый словарь Ушакова определяет тщеславие как «пустое высокомерие, кичливость, желание быть предметом славы, почитания».

## Христианство
Тщеславие считается одним из проявлений гордыни, что есть один из смертных грехов, называемых в Православии греховными страстями.

Тщеславный человек есть идолопоклонник, хотя и называется верующим. Он думает, что почитает Бога; но на самом деле угождает не Богу, а людям.
— Иоанн Лествичник. Лествица 22:6

Другие страсти, хотя заключают в себе большой вред, но по крайней мере приносят и некоторое удовольствие, хотя и временное и короткое. Так корыстолюбец, винолюбец, женолюбец, имеют некоторое удовольствие, хотя и непродолжительное; но обладаемые страстью тщеславия всегда живут жизнью горькой, лишённой всякого удовольствия. Они не достигают того, что так любят; разумею — славы народной; а хотя по видимому и пользуются ею, на самом же деле не наслаждаются, потому что это вовсе и не слава. Потому и сама страсть эта называется не славою, а тщеславием. И справедливо все древние называли это тщеславием. Она тщетна и не имеет в себе ничего блистательного и славного.
— Иоанн Златоуст. «Беседы на Евангелие от Иоанна»

## Иудаизм
Как пишет каббалист Бааль Сулам, тщеславие, наряду с плотской похотью и завистью, подталкивает человека к развитию и, таким образом, косвенно приводит человечество к духовному исправлению, несмотря на отрицательные проявления этих качеств в нашем мире. Тщеславие устанавливает человека на место бога в мире и этим отделяет его от реальности.

## Философия
Фридрих Ницше. «По ту сторону добра и зла»:

К вещам, быть может менее всего доступным пониманию знатного человека, относится тщеславие: он пытается отрицать его даже там, где люди другого сорта не сомневаются в его очевидности. Для него является проблемой представить себе таких людей, которые стараются внушить о себе хорошее мнение, хотя сами о себе его не имеют — и, стало быть, также не «заслуживают», — и которые затем сами проникаются верой в это хорошее мнение. Это кажется ему, с одной стороны, настолько безвкусным и недостойным по отношению к самому себе, с другой — настолько вычурно неразумным, что он готов считать тщеславие исключением и в большинстве случаев, когда о нём заходит речь, сомневаться в его наличности. […] Только с большим усилием, в особенности с помощью истории, может знатный человек сделать доступным своему представлению тот факт, что с незапамятных времён во всех сколько-нибудь зависимых слоях народа заурядный человек был только тем, чем его считали: вовсе не привыкший сам устанавливать цену, он и себе не придавал никакой другой цены, кроме назначенной ему его господами (создавать ценности — это истинное право господ). Можно, пожалуй, видеть следствие чудовищного атавизма в том, что обыкновенный человек и теперь всё ещё сперва ждёт мнения о себе и затем инстинктивно подчиняется ему: и вовсе не только «хорошему» мнению, но также дурному и несправедливому (обратите, например, внимание на большую часть тех самооценок и самонедооценок, которым верующие женщины научаются от своих духовников и вообще верующие христиане от своей церкви). Фактически в настоящее время, вследствие возникающего мало-помалу демократического порядка вещей (и его причины — кровосмесительства господ и рабов), всё более и более усиливается и распространяется бывшее искони свойством людей знатных и редкое стремление устанавливать самому себе цену и «хорошо думать» о себе; но ему постоянно противодействует склонность более древняя, шире распространённая и глубже вкоренившаяся, — и в феномене «тщеславия» эта древнейшая склонность побеждает позднейшую. Тщеславный человек радуется каждому хорошему мнению, которое он слышит о себе (совершенно независимо от его полезности, а также не обращая внимания на его истинность или ложность), точно так же как от всякого дурного мнения он страдает: ибо он подчиняется обоим, он чувствует себя подвластным им в силу того древнейшего инстинкта подчинения, который проявляется в нём. — Это «раб» сказывается в крови тщеславца, это остаток лукавства раба — а сколько «рабского» осталось, например, ещё до сих пор в женщине! — силится соблазнить на хорошее мнение о себе, и тот же раб падает тотчас же ниц перед этими мнениями, как будто не сам он вызвал их. — И говоря ещё раз: тщеславие есть атавизм.

Бертран Рассел. «Философский словарь разума, материи, морали»:

Тщеславие, когда оно чрезмерно, в своих интересах лишает человека удовольствия от всякой деятельности.
Таким образом, тщеславие неизбежно приводит к безразличию и скуке. Его источником часто является неуверенность в себе, а средством избавления от него — рост самоуважения. Однако этого последнего можно достичь лишь путём успешной деятельности, вдохновлённой объективными интересами.